# Nycteris macrotis
Nycteris macrotis is een zoogdier uit de familie van de spleetneusvleermuizen (Nycteridae). De wetenschappelijke naam van de soort werd voor het eerst geldig gepubliceerd door Dobson in 1876.